# Харківсько-Полтавська єпархія УАПЦ (оновлена)
Харківсько-Полтавська єпархія УАПЦ (оновлена) — релігійне управління в Україні, створене 2006 року шляхом відділення від УАПЦ. У 2015 році розпочала процес зближення з УГКЦ. 16 листопада 2020 року здійснено державну реєстрацію припинення діяльности консисторії Харківсько-Полтавської єпархії УАПЦ (о) як юридичної особи. Цим завершено існування єпархії.

## Історія
У XIII—XIX ст. українські парафії на терені сучасної Полтавської области входили до складу Переяславської єпархії, Сумської области — до Чернігівської єпархії Київської митрополії Константинопольського Патріархату. Громади Слобідської України та теперішньої території Донбасу належали безпосередньо до Київської митрополії. Але після підпорядкування Київської митрополії Московському Патріархатові 1686 року та поступового знищення помісного устрою Української Церкви східноукраїнські території було поділено на нові єпархії, підпорядковані Святішому Синодові. У 1920-х роках на Сході України співіснували громади Московського Патріархату, Синодальної Церкви («обновленської»), Української Автокефальної Православної Церкви (митрополита Василя Липківського) та ін. Протягом 1930-х рр. майже всі храми на цій території було закрито, а релігійні громади ліквідовано.
Після відступу радянських військ у 1942 р. з народної ініціативи почалося масове відродження церковного життя. Православні громади Харківщини звернулися по очолення до єдиного живого архієрея, який мав канонічні свячення — митрополита Феофіла (Булдовського). 27 липня 1942 року очолювана митрополитом Феофілом Харківсько-Полтавська єпархія, увійшла до складу Української Автокефальної Православної Церкви під управлінням архиєпископа Полікарпа (Сікорського). З поверненням в Україну комуністичного режиму восени 1943 р. митрополит Феофіл був заарештований, а керована ним єпархія знищена.
Після падіння СРСР 5 квітня 1992 р.  в Харкові відбулися перші єпархіальні збори, які проголосили відновлення Харківсько-Полтавської єпархії Української Автокефальної Православної Церкви. Харківсько-Полтавська єпархія підпорядковувалася патріарху Мстиславу (Скрипнику), патріарху Димитрію (Яремі), митрополитові Константину (Багану).
Після відмови частини єпархій Української Автокефальної Православної Церкви в Україні визнавати митрополита Константина (Багана) за духовного главу, окремі парафії з інших єпархій були тимчасово прийняті під юрисдикцію Харківсько-Полтавської єпархії Української Автокефальної Православної Церкви. З огляду на небезпеку втрати легального статусу 29 березня 2006 р. в Департаменті в справах релігій Міністерства юстиції України консисторія зареєструвала окремий статут Харківсько-Полтавської єпархії Української Автокефальної Православної Церкви як релігійного об'єднання та статут єпархіального центру, консисторії, з вимушеним додатком «оновлена». Після упокоєння митрополита УАПЦ в діаспорі Константина й відмови перебрати провід над УАПЦ в Україні його наступника Харківсько-Полтавська єпархія УАПЦ (о) 2015 р. розпочала процес зближення з УГКЦ.
Вищим соборним органом управління є єпархіальний собор, котрий проходить щороку під час Великого посту й обирає єпархіальну раду, суд, ревізійну комісію.
18 березня 2020 року собор Харківсько-Полтавської єпархії УАПЦ (о) оголосив про її самоліквідацію, а Харківському крайовому братству апостола Андрія Первозваного та парафіяльним громадам, що входили до складу Харківсько-Полтавської єпархії УАПЦ (о), було рекомендовано внести зміни до статутових документів у зв’язку зі зміною юрисдикційної належности. Така ухвала стала неминучою після входження УАПЦ в діаспорі до складу Константинопольського Патріархату 1995 р. та відмови більшої частини УАПЦ від виконання заповіту Патріарха Димитрія 2000 р., а згодом її самоліквідації 2018 р. Збереження окремого невеличкого острівця УАПЦ загрожувало відходом єпархіальної спільноти в розкол. Карантин, введений для боротьби з коронавірусом, який саме розпочався в дні єпархіального собору, відтермінував початок тривалого процесу самоліквідації єпархії та єпархіальної консисторії на два з половиною місяці. Лише з послабленням карантинних обмежень і відновленням праці державних установ 3 червня 2020 р. указом архиєпископа Ігоря (Ісіченка) ухвали ХХХІ єпархіального собору були формально проголошені, що й започаткувало процес самоліквідації.
Парафії в Харкові, Полтаві, Лозовій ухвалили перейти до Харківського екзархату УГКЦ, а громади УАПЦ в Києві та Каневі – до Київської архиєпархії УГКЦ. Харківська єпархіальна бібліотека імени прп. Венедикта Нурсійського, Колегія Патріарха Мстислава, Свято-Дмитрівський катехитично-пастирський центр перейшли до складу Харківського екзархату УГКЦ і зареєстрували відповідні зміни до своїх статутів.
Харківське крайове братство апостола Андрія Первозваного визнало над собою духовний провід екзарха Харківського УГКЦ і зафіксувало це у своєму статуті.
У пастирському посланні “РУБІЖ НА ШЛЯХУ В МАЙБУТНЄ” архиєпископ-емерит Ігор (Ісіченко) вказав:
| Ліквідація Харківсько-Полтавської єпархії УАПЦ не є завершенням славного 30-річного шляху її спільноти. Це швидше новий рубіж, який належить подолати. Озброєні тридцятирічним досвідом церковного будівництва, закорінені в житті українського Сходу, колишні парафіяни, церковні громади, єпархіяльні установи, братства мирян Харківсько-Полтавської єпархії УАПЦ здатні стати надійною творчою частиною тієї Церкви майбутнього, Церкви київської традиції, яка виростає з болючих духовних шукань українського народу й завойовує право на його душпастирський провід практикою власного повсякденного життя в євангельській правді й щирій братній любові до ближнього. Хай Господь благословить усіх нас на цьому славному шляху! |

## Архієреї
Архієпископ Ігор (Ісіченко)

## Кафедральний собор
Покровський собор м. Харкова (1942—1943).
Свято-Дмитрівська церква м. Харкова (з 1993 р.).